# Energie-investeringsaftrek
De energie-investeringsaftrek (EIA) is in Nederland een fiscale aftrekregeling die investeringen van ondernemingen in energiebesparende en duurzame bedrijfmiddelen, onder andere windenergie op land, warmte-krachtkoppeling, biomassa en fotovoltaïsche zonne-energie te stimuleren. De uitvoering wordt gedaan door Rijksdienst voor Ondernemend Nederland (voorheen Agentschap NL) in samenwerking met de Belastingdienst. De aftrek werd in 1995 aangekondigd in de derde energienota door minister Wijers (D66) onder het Kabinet-Kok I en ingevoerd per 1 januari 1997.
De EIA werkt met een zogenaamde Energielijst, waarop naast een generieke energiebesparingsnorm een aantal aangewezen bedrijfsmiddelen en voorbeelden vermeld staan. Jaarlijks wordt de lijst aangepast aan de actualiteit. Ieder jaar wordt het budget aangepast aan de geschatte vraag naar ondersteuning. Maar het komt weleens voor dat de EIA voortijdig wordt gesloten in verband met budgetoverschrijding (meer aanvragen dan waar geld voor was gereserveerd).